# Jan Willem Boogman
Jan Willem Boogman (Maartensdijk, 8 februari 1952) is een Nederlandse oud-atleet, die was gespecialiseerd in het hordelopen. Daarnaast boekte hij eveneens goede resultaten op verschillende andere atletiekonderdelen. Hij veroverde gedurende zijn atletiekloopbaan in totaal acht nationale titels. 

## Loopbaan
Boogman werd Nederlands kampioen op de atletiekonderdelen 110 m horden, 400 m horden, 200 m horden, 60 m horden (indoor) en de zevenkamp (indoor).
In 1977 nam hij op de Europese indoorkampioenschappen in San Sebastian echter deel aan de 800 m. Hierin werd hij in de series uitgeschakeld als gevolg van een valpartij bij het uitkomen van de laatste bocht, toen Boogman in tweede positie lag. De valpartij was veroorzaakt door de Zwitser Rolf Gysin, die hem had gehinderd. Een na afloop ingediend protest wegens hinderen werd weliswaar toegewezen, maar Gysin werd niet schuldig verklaard.
Boogman kwam tussen 1978 en 1981 uit voor het Atletiekteam van de Universiteit van Texas in El Paso, Verenigde Staten. Hij maakte in die periode deel uit van een groep Nederlandse atleten die in de Verenigde Staten studeerden en voor hun universiteiten uitkwamen in de Amerikaanse universitaire wedstrijden, waaronder de NCAA-kampioenschappen. Hiertoe behoorden, naast Boogman, Jennifer Smit, Raymond de Vries, Betty Bogers en Ria Stalman. In Nederland was hij lid van UAV Hellas in Utrecht.
Tegenwoordig woont Boogman in Billings, Montana, waar hij samen met echtgenote Judy Boogman-Goffena en een tiental medewerkers een bakkerij annex lunchroom runt met als specialiteit Goudse stroopwafels, Caramel Cookie Waffles geheten. Het echtpaar heeft twee dochters. Vanaf de start is zijn broer Han ook bij het bedrijf betrokken geweest, maar die is inmiddels met pensioen.

## Nederlandse kampioenschappen
Outdoor
| Onderdeel    | Jaar             |
| ------------ | ---------------- |
| 110 m horden | 1976, 1977, 1978 |
| 200 m horden | 1977             |
| 400 m horden | 1976             |

Indoor
| Onderdeel   | Jaar       |
| ----------- | ---------- |
| 60 m horden | 1976, 1977 |
| zevenkamp   | 1977       |

## Persoonlijke records
Outdoor
| Onderdeel          | Prestatie | Datum            | Plaats   |
| ------------------ | --------- | ---------------- | -------- |
| 800 m              | 1.49,38   | 19 april 1980    | El Paso  |
| 110 m horden       | 14,3 s    | 25 augustus 1974 | Papendal |
| 400 m horden       | 51,57 s   | 7 mei 1978       | El Paso  |
| hoogspringen       | 2,05 m    | 9 juni 1974      | Utrecht  |
| verspringen        | 7,11 m    | 1976             | Brussel  |
| hink-stap-springen | 14,16 m   | 5 juli 1975      | Papendal |

Indoor
| Onderdeel          | Prestatie      | Datum            | Plaats    |
| ------------------ | -------------- | ---------------- | --------- |
| 800 m              | 1.50,2         | 13 februari 1977 | Dortmund  |
| hoogspringen       | 2,07 m         | 2 maart 1974     | Groningen |
| hink-stap-springen | 14,34 m        | 17 februari 1974 | Arnhem    |
| zevenkamp          | 5323 p (ex-NR) | 19 januari 1977  | Zwolle    |

## Palmares

### 800 m
- 1977: 5e in serie EK indoor - 2.02,2
- 1980:  Interl. Noorwegen-Ned. - 1.49,6

### 50 m horden
- 1975:  NK indoor - 7,0 s (in serie 6,9 s)

### 60 m horden
- 1976:  NK indoor - 7,9 s
- 1977:  NK indoor - 8,1 s

### 110 m horden
- 1972:  NK - 15,1 s
- 1973:  NK - 15,7 s
- 1974:  NK - 14,90 s
- 1975:  NK - 14,83 s
- 1976:  NK - 15,51 s
- 1977:  NK - 14,80 s
- 1978:  Interl. Noorwegen-Ned. - 14,4 s
- 1978: 5e West Athletic te Sittard - 14,78 s
- 1978:  Interl. Wales-Ierland-Ned. - 15,05 s
- 1978:  NK - 14,94 s

### 200 m horden
- 1972:  NK - 25,16 s
- 1977:  NK - 24,70 s
- 1978:  NK - 25,10 s

### 400 m horden
- 1974: 4e NK - 53,2 s
- 1976:  NK - 52,57 s
- 1977:  NK - 53,61 s
- 1978:  Interl. Noorwegen-Ned. - 51,9 s
- 1978:  Interl. Wales-Ierland-Ned. - 52,17 s
- 1978:  NK - 52,36 s

### hoogspringen
- 1971:  NK - 1,95 m
- 1974: kwal. NK - 1,95 m
- 1975: 7e NK indoor - 1,95 m
- 1975: 10e NK - 1,90 m

### verspringen
- 1975: 6e NK - 6,98 m
- 1976: 4e NK indoor - 6,90 m

### hink-stap-springen
- 1973: 5e NK - 13,70 m
- 1975: 4e NK - 14,16 m
- 1976: 4e NK indoor - 13,92 m